# Quint
Quint è un personaggio immaginario del romanzo Lo squalo di Peter Benchley. Nell'omonimo film è stato interpretato dall'attore britannico Robert Shaw. È uno dei personaggi principali e viene assunto dal protagonista, lo sceriffo Martin Brody, in quanto cacciatore di squali.
La rivista Empire lo aveva piazzato alla 50ª posizione dei 100 più grandi personaggi cinematografici di tutti i tempi nel 2008.

## Biografia del personaggio
Nel film era noto che Quint aveva prestato servizio a bordo della USS Indianapolis durante la seconda guerra mondiale, nella quale lui e i suoi compagni di spedizione consegnarono la bomba di Hiroshima. Un sottomarino giapponese la affondò e i 1.100 uomini dell'equipaggio finirono in acqua come prede degli squali mentre erano alla deriva da soli per cinque giorni. Quint era uno dei 316 uomini sopravvissuti all'evento. Dopo il ritorno dalla guerra del Pacifico, Quint decise di cacciare gli squali come il suo unico scopo e aprì un'attività di pesca nella località estiva di Amity. 
Usando i risparmi che aveva per le forniture edili, Quint riuscì a costruire una baracca su due livelli,  ricavata dalla proprietà di un vecchio amico di nome Chuck Gramling che glielo aveva promesso durante la guerra.
Tra le stagioni di pesca, Quint vendeva moonshine ovvero liquore di contrabbando prodotto nella sua distilleria clandestina, del quale l’altro noto pescatore di Amity, Ben Gardner, era grande consumatore.  Anche se ci furono molti raid della polizia alla ricerca del liquore clandestino, Quint fu in grado di evitare il controllo legale nascondendo i suoi depositi di alcool in barilotti riposti a bordo della sua barca, l’Orca. Quint gestiva anche un business sull’olio di balena, e nei week end forniva servizio charter con la sua imbarcazione.
Quint divenne parte del folklore locale dopo il suo ultimo viaggio in mare nel tentativo di catturare un enorme squalo killer. Assunto per catturare lo squalo, a Quint si unì il capo della polizia locale, Martin Brody, e un giovane ittiologo, Matt Hooper, come membro dell'equipaggio e, in particolar modo, come nostromo, timoniere e comandante dell'Orca.
Nel romanzo, Quint muore mentre gli si impiglia una gamba in una delle corde degli arpioni conficcati sul dorso dello squalo, che lo trascina sott'acqua, e annega in modo simile al Capitano Achab in Moby Dick. Nel film Quint scivola tra le fauci dello squalo e viene divorato.

### La tragedia ad Amity
Sulla scia della morte del bambino Alex Kintner durante l'estate del 1973, Quint accettò di trovare e uccidere lo squalo per un compenso di 10.000 dollari. Tuttavia, soltanto dopo il terzo attacco fatale dello squalo, Quint venne finalmente assunto dal sindaco Larry Vaughn per dare la caccia alla creatura. Con il capo Martin Brody e il ricercatore dell'istituto oceanografico Matt Hooper al seguito, Quint ha il permesso di far uscire l'Orca per uccidere lo squalo. 
Negli eventi che seguirono, Quint tentò molti trucchi per catturare lo squalo nel corso di due giorni, prima ricordandolo in canna e mulinello, poi arpionandolo con dei barili per stancarlo e tenerlo in superficie. Anche se entrambi i tentativi fallirono, Quint rimase incredibilmente testardo e resiliente. 
Alla fine, lo squalo salta sulla poppa dell'Orca, iniziando così ad affondarla, mentre Quint si aggrappa al tavolo della cabina per tenersi lontano dal terribile pesce. Una bombola subacquea di Hooper rotola sulle sue dita, facendogli perdere la presa e scivolando verso le fauci dello squalo in attesa. Quint ferisce il pesce con il suo machete ma viene divorato e trascinato sott'acqua mentre Brody assiste terrorizzato alla scena.
Un anno dopo, il relitto dell'Orca viene scoperto da una coppia di sommozzatori, e diventa una popolare attrazione per le immersioni, oltre a testimoniare la leggenda di Quint.

## Caratterizzazione
Nel romanzo, Quint è descritto come alto, pallido, magro e completamente calvo, in quanto affetto da alopecia universalis (malattia che causa la completa perdita dei peli del corpo); inoltre è un uomo riservato e glaciale, e nella caccia agli squali manifesta punte di sadismo.
Nel film, Quint ha capelli, baffi e basette lunghe. È un cacciatore tragico (superstite dell'affondamento dell'Indianapolis, in cui molti marinai morirono attaccati dagli squali) sotto forma di un antieroe caratterialmente rude ma più disponibile alla relazione; inizialmente sarcastico e scettico nei confronti di Matt Hooper, col passare del tempo inizia a nutrire rispetto per lui. Afferma di essere sulla sessantina e, durante la gara di cicatrici con Hooper, di aver avuto tre mogli. Credendo di poter uccidere lo squalo da solo, è orgoglioso al punto di distruggere volutamente la sua radio per impedire a Martin Brody di chiedere l'aiuto della guardia costiera, e guastando il motore della sua barca nonostante Hooper gli abbia detto di andarci con riguardo. Quint è generalmente molto ben controllato, equilibrato e per lo più senza paura, che non mostra alcun disagio o turbamento per lo squalo fino a quando non si è gettato a poppa sulla sua barca, L'Orca.

## Concezione e sviluppo
L'ispirazione della vita reale per Quint era probabilmente il pescatore sportivo Frank Mundus (1925-2008), di origini tedesche. Originario di Montauk, è visto da molti come l'uomo che per primo ha iniziato ad accrescere l'interesse per la pesca sportiva verso gli squali e condivide molti tratti in comune con l'immaginario Quint.